# Centauropsis
Centauropsis es un género de plantas fanerógamas perteneciente a la familia de las asteráceas. Comprende 13 especies descritas y de estas, solo 8 aceptadas.

## Taxonomía
El género fue descrito por Bojer ex DC. y publicado en Prodromus Systematis Naturalis Regni Vegetabilis 5: 93. 1836.

## Algunas especies aceptadas
A continuación se brinda un listado de las especies del género Centauropsis aceptadas hasta julio de 2012, ordenadas alfabéticamente. Para cada una se indica el nombre binomial seguido del autor, abreviado según las convenciones y usos.
- Centauropsis antanossi (Scott-Elliot) Humbert
- Centauropsis cuspidata Humbert
- Centauropsis decaryi Humbert
- Centauropsis fruticosa Bojer ex DC.
- Centauropsis laurifolia Humbert
- Centauropsis perrieri Humbert
- Centauropsis rhaponticoides (Baker) Drake
- Centauropsis vilersii Humbert